# Sclérenchyme
 (décembre 2017).
Si vous disposez d'ouvrages ou d'articles de référence ou si vous connaissez des sites web de qualité traitant du thème abordé ici, merci de compléter l'article en donnant les références utiles à sa vérifiabilité et en les liant à la section « Notes et références ».

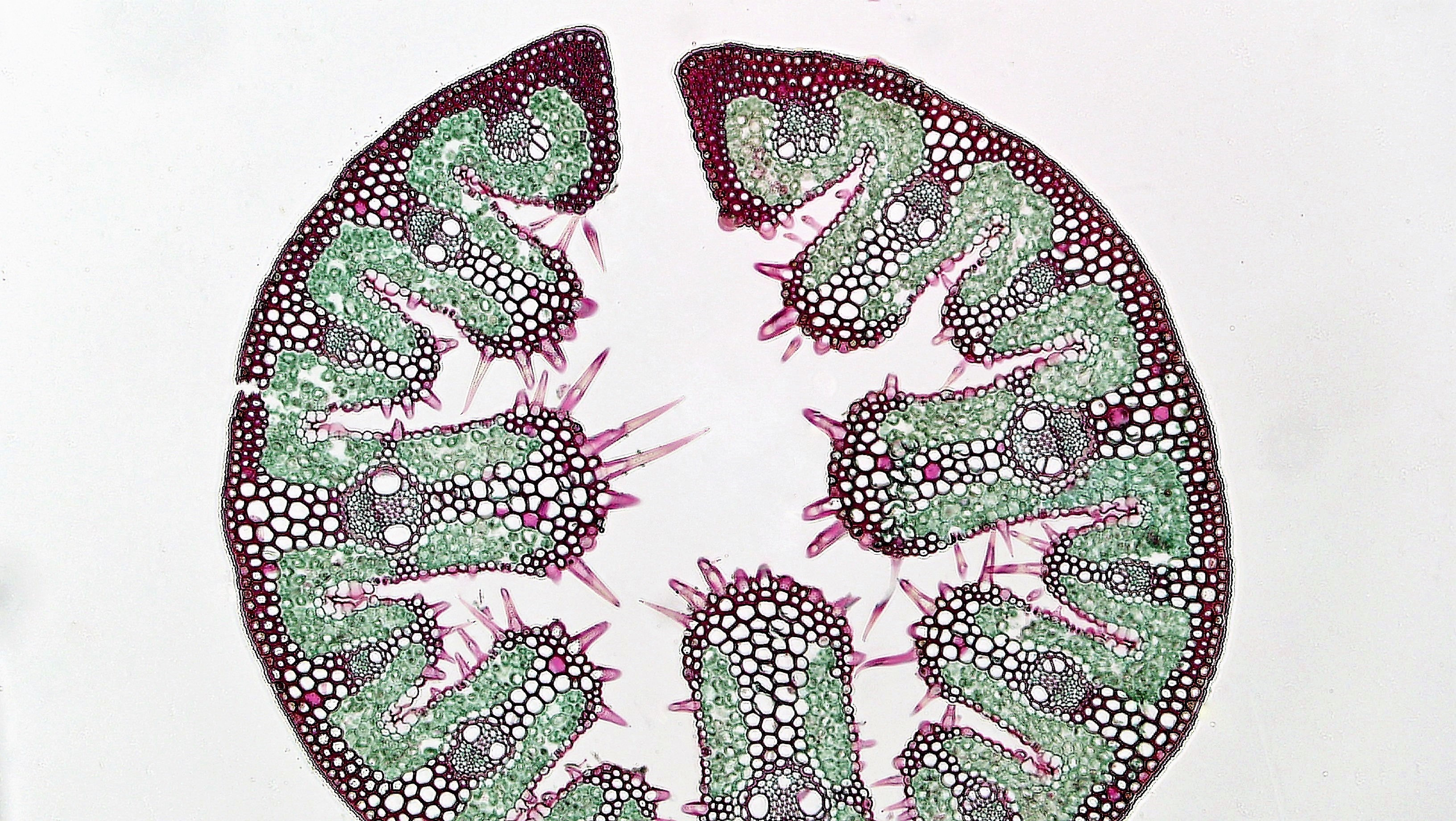
Coupe transversale d'une feuille d'oyat enroulée qui possède une anatomie caractéristique de xérophyte : la coloration carmin vert d'iode montre le sclérenchyme en carmin.

Le sclérenchyme est un tissu de soutien qui compose les organes végétaux qui ont terminé leur croissance. Il est composé de cellules que l'on qualifie de scléreuses, également appelées sclérocytes. Ces cellules, dont la fonctionnalité s'acquiert après leur mort, ont la particularité de disposer d'une paroi secondaire épaissie (rigidifiée) et souvent lignifiée (imperméabilisée). Le sclérenchyme est donc un tissu de soutien plus rigide que le collenchyme.
L'imperméabilisation de la cellule, entraîne la mort du contenu cellulaire.
Le sclérenchyme apparaît donc dans les organes de la plante où la croissance en longueur a cessé. Une fois que la cellule scléreuse est morte, sa paroi rigide demeure et participe à la dureté et à la rigidité de la plante.